# Satanizm

Odwrócony pentagram – powszechnie uznawany za symbol satanizmu

Satanizm – termin określający wiele różnych systemów religijnych, wierzeń oraz praktyk, które nawiązują do różnie rozumianego Szatana. Cechy wspólne wszystkich odmian satanizmu to sprzeciw wobec norm i wzorców społecznych, przeświadczenie o posiadaniu wiedzy tajemnej nawiązującej do wyobrażeń o demonach. Wiedza tajemna wcale nie musi być powiązana z kultem zła lub wiarą w osobowego Szatana.
Wyróżnić można dwa następujące nurty satanizmu:
- satanizm teistyczny, będący kultem chrześcijańskiego diabła[1],
- satanizm ateistyczny, nie związany z czcią jakiegokolwiek bóstwa, tylko powiązany z kultem między innymi władzy, zmysłowości, sił natury[1].

Satanizm teistyczny Kościoły chrześcijańskie przypisały osobom zajmującym się magią i czarami od okresu renesansu.
Współczesny ruch satanistyczny zainicjował Anton Szandor LaVey, zakładając według tradycji 30 kwietnia 1966 roku w Noc Walpurgi Kościół Szatana. W rzeczywistości organizacja została stworzona rok później. Przypadło to na okres ówczesnej rewolucji obyczajowej. Grupa wyznawców satanizmu laveyańskiego to największa organizacja satanistyczna istniejąca współcześnie.
Poza satanizmem wyróżniane są różne formy pseudosatanizmu takie jak:
- satanizm XVI-wieczny, urojona forma satanizmu związana z oskarżeniami o czary, zaprzedanie duszy diabłu, sprowadzanie chorób na ludzi lub zwierzęta[1];
- seryjni mordercy, którzy odpowiedzialność za swoje czyny zrzucają na Szatana[1];
- morderstwa, które początkowo widziane są jako morderstwa rytualne na tle satanistycznym, a które w dalszym toku śledztwa okazują się dziełami osób z zaburzeniami psychicznymi.[1];
- przestępstwa seksualne wobec dzieci, dokonywane w otoczce satanistycznej po to, by ewentualne zeznania ofiar zabrzmiały niewiarygodnie[1];
- satanizm zespołów rockowych, metalowych, którego motywy powiązane są z dążeniem do rozgłosu i zwiększenia sprzedaży[1] lub jako forma sztuki;
- Świątynia Seta, grupa założona przez członka Kościoła Szatana, czcząca egipskiego boga Seta jako bóstwo „przedsatanistyczne”, istotę stojącą poza siłami przyrody i całkowicie od nich niezależną[1].

W Stanach Zjednoczonych i Europie Zachodniej od lat 60 XX wieku powstały setki grup nawiązujące do mitu satanistycznego. Wiele z tych grup to odłamy Kościoła Szatana. Mit satanistyczny wykorzystują muzycy tworzący death metal, black metal i blackened death metal. Najwięcej grup satanistycznych powstało w USA. W katolickich społeczeństwach Europy grup takich powstało mniej. We Włoszech powstała grupa Dzieci Szatana, założona przez Marca Dimitriego w roku 1982.